# Loon (рэпер)
Амир Джунаид Мухадит (англ. Amir Junaid Muhadith; настоящее имя — Чонси Ламонт Хокинс англ. Chauncey Lamont Hawkins; род. 20 июня 1975, Нью-Йорк, Нью-Йорк, более известный под своим сценическим псевдонимом Loon) — американский рэпер. Он наиболее известен по своей работе с коллегой из Нью-Йорка рэпером Шоном «Puff Daddy» Комбсом, подписав в 1999 году контракт с его лейблом «Bad Boy Records». Loon, в частности, появился в качестве гостя на синглах Комбса 2002 года «I Need a Girl (Part One)» и «I Need a Girl (Part Two)», которые достигли второй и четвёртой позиций в Billboard Hot 100 соответственно.
В 1995 году он сформировал нью-йоркскую хип-хоп группу Harlem World в 1995 году, с которой он выпустил один студийный альбом — «The Movement» (1999) — до того, как распался коллектив в том же 1999 году. Как сольный исполнитель, Loon подписал контракт с Arista Records, а позже с Bad Boy Records в том же году, чтобы выпустить свой одноименный дебютный студийный альбом (2003). Несмотря на неоднозначные отзывы, он имел коммерческий успех и достиг шестого места в Billboard 200. В 2008 году он расстался с лейблом из-за того, что принял ислам, с которым он выпустил три независимых альбома, пока не ушел из шоу-бизнеса в 2009 году.

## Карьера
Чонси Ламонт Хокинс родился в Гарлеме, Нью-Йорк. В 1995 году он начал свою музыкальную карьеру в качестве участника рэп-коллектива «Mase Harlem World», а в 1999 году, после того как покинул группу подписал контракт с «Arista Records». Он также начал работать по отдельности с группой Mase; из-за того, что Mase подписал контракт с лейблом Шона Комбса «Bad Boy Records», Loon был вынужден подписать контракт с этим лейблом, поскольку он также был совместным предприятием с «Arista».
В 2001 году он впервые появился в Billboard Hot 100 в качестве гостя на сингле своего коллеги по лейблу Фейт Эванс вместе с Шоном Комбсом (Diddy) «You Gets No Love», который достиг 38-го места в чарте. В 2002 году Bad Boy прекратил сотрудничать с Arista, и состав Bad Boy, включая Loon, впоследствии перешёл на Universal Records. В 2002 году Loon также выступил в качестве гостя на коммерчески успешных синглах «I Need a Girl (Part One)» и «I Need a Girl (Part Two)» Diddy, а также «I Do (Wanna Get Close to You)» 3LW и «Hit the Freeway» Тони Брэкстон; первые два достигли второго и четвертого места в чарте соответственно. Во время работы в Bad Boy Loon выступал в качестве соавтора песен Дидди или с его участием, став соавтором сингла Марио Уайнанса 2004 года «I Don't Wanna Know», а также одноимённого сингла «Diddy» 2001 года.
В 2003 году его дебютный коммерческий сингл «Down For Me» (при участии Марио Уайнанса) достиг 24-го места в Billboard Hot 100 и остается его самой высоко оцененной песней в качестве ведущего исполнителя. Его последующий «How You Like That» (при участии Келис) достиг 88-го места в чарте. Оба предшествовали выпуску его одноименного дебютного студийного альбома в октябре того же года, который достиг шестого места в Billboard 200 и получил смешанные отзывы. В 2004 году Loon покинул «Bad Boy Records», чтобы запустить свой собственный лейбл «Boss Up Entertainment». Затем он полностью ушел из музыкальной индустрии в 2009 году.

## Обращение в ислам
В декабре 2008 года после поездки в Абу-Даби и Дубай, ОАЭ, Loon принял ислам. Родившийся как Чонси Ламонт Хокинс, он официально сменил имя на Амир Джунаид Мухадит после поездки в Мекку, Саудовская Аравия, самое святое место ислама, чтобы совершить умру. После принятия ислама он впоследствии завершил свою музыкальную карьеру и позже переехал в Каир, Египет, где он жил до 2011 года, а затем, снова вернулся в Соединенные Штаты Америки, где и остался жить.

## Проблемы с законом
22 ноября 2011 года Мухадит был арестован во время поездки в Брюссель. В мае 2012 года он был экстрадирован в США, а в июле 2013 года был приговорен к 14 годам тюремного заключения за сговор с целью незаконной перевозки одного или более килограммов героина. Во многих сообщениях говорилось о его невиновности.
29 июля 2020 года на фоне последствий пандемии COVID-19 в тюрьмах, Мухадису было предоставлено досрочное освобождение.